# 檀营地区
檀营地区是中华人民共和国北京市密云區下辖的一个地区办事处，同时保留檀营满族蒙古族乡名称，其行政事务机构实行“一套人马，两块牌子”的体制，地区办事处与乡政府合署办公。是北京市唯一满族蒙古族少数民族乡。位于區境南部，西距县城3千米。面积2.73平方公里，人口0.63万人（2006年末）。共有满、蒙、回、汉四个民族，其中少数民族约占总人口的34%。辖3个社区。京承铁路过境。

## 行政区划
檀营地区下辖1个社区居委会、4个村委会：檀营；第一、第二、第三、第四。